# Neofungella claviformis
Neofungella claviformis is een mosdiertjessoort uit de familie van de Cerioporidae. De wetenschappelijke naam van de soort is, als Heteropora claviformis, voor het eerst geldig gepubliceerd in 1904 door Waters.